# Comune di Parigi (1792)
Il Comune di Parigi (1789-1795) è il nome dato al governo rivoluzionario di Parigi, istituito dopo la presa della Bastiglia il 14 luglio 1789.

## Il primo Comune

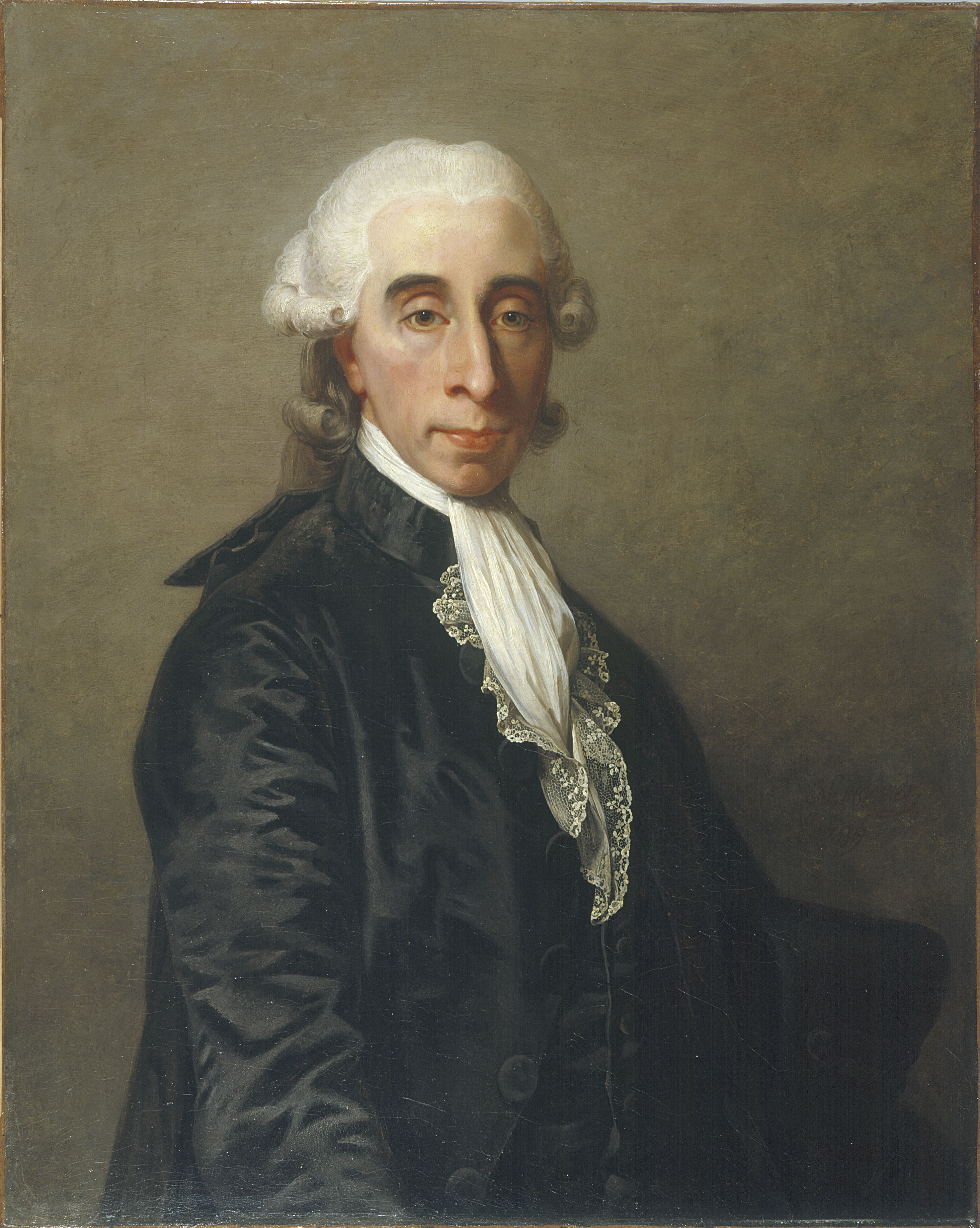
Ritratto di Jean Sylvain Bailly, Jean-Laurent Mosnier, Museo Carnavalet, 1789.

Nell'aprile del 1789 i sessanta distretti di Parigi elessero i 407 elettori del Terzo Stato ai quali, secondo il sistema elettorale vigente, spettava il compito di designare i deputati, sempre del Terzo Stato, agli Stati generali. Eseguito il loro compito, il 9 maggio questi 407 elettori decisero di rimanere uniti per mantenersi in contatto con i deputati e continuare a seguire gli avvenimenti. Già stabiliti nel Musée de Paris di rue Dauphine, il 28 giugno si trasferirono in una sala del municipio (l'Hôtel de Ville). Anche un numero limitato di elettori della nobiltà e del clero aderirono a questa iniziativa e presero parte alle loro riunioni.
Il 13 luglio, a seguito del fermento popolare, essi si costituirono in Assemblea generale degli elettori e, insieme con la municipalità, formarono un comitato permanente. Gli avvenimenti del 14 luglio segnarono la fine della vecchia municipalità: il 15 luglio l'Assemblea degli elettori elesse Jean Sylvain Bailly sindaco di Parigi e nominò il generale La Fayette comandante della milizia, poi chiamata Guardia nazionale. Il 17 luglio Luigi XVI si recò all'Hôtel de Ville e ricevette da Bailly la coccarda tricolore.
Dal 30 luglio l'Assemblea generale degli elettori fu chiamata Assemblea generale dei rappresentanti della Comune e venne costituita da 120 membri, due per ogni distretto di Parigi. Il successivo 18 settembre i rappresentanti divennero 300, ossia cinque per distretto. L'Assemblea comprendeva il sindaco, il Consiglio di città composto da 60 membri, otto dipartimenti (equivalenti agli assessorati) nei quali agivano 41 consiglieri amministratori, e un Ufficio di città di 20 membri con compiti di coordinamento tra i dipartimenti.
Con legge del 21 maggio 1790, entrata in vigore il 23 giugno, l'Assemblea Costituente disciplinò la materia. La legge ridusse a 48 i distretti e li chiamò sezioni, mentre la Municipalità o Amministrazione centrale della Comune di Parigi fu organizzata con un sindaco, un procuratore, due sostituti procuratori e 144 notabili, tra i quali 16 sarebbero stati amministratori e 32 consiglieri. I cittadini attivi delle sezioni eleggevano il sindaco e i tre procuratori, mentre i 144 notabili venivano eletti in ragione di tre per sezione, poi, con un secondo voto, tra questi 144 i cittadini attivi eleggevano 48 ufficiali municipali. Finalmente, i 144 notabili sceglievano tra i 48 ufficiali municipali i 16 amministratori. I 144 notabili formavano il Consiglio generale della Comune, i 48 ufficiali municipali formavano il Corpo municipale, il quale veniva ulteriormente diviso in un Ufficio municipale comprendente i 16 amministratori e in un Consiglio municipale comprendente i rimanenti 32 membri.
La municipalità doveva essere rinnovata ogni anno. Le prime elezioni si tennero il 2 agosto 1790 e a grandissima maggioranza fu eletto sindaco Bailly, mentre procuratore e sostituti furono eletti rispettivamente Boullemer de la Martinière, Cahier de Gerville e Duport-Dutertre. A settembre furono eletti i 144 notabili che a ottobre scelsero gli amministratori. Il 1º novembre 1790 la municipalità poté finalmente entrare in funzione. Le successive elezioni, tenute il 16 novembre 1791, videro eleggere sindaco Jérôme Pétion de Villeneuve - Bailly non si presentò candidato - Pierre Louis Manuel procuratore, mentre Danton fu uno dei due sostituti procuratori eletti.
Nel complesso, a seguito della fuga del re a Varennes, la composizione politica della Commune vide un forte spostamento a sinistra, e poiché la legge prevedeva che la municipalità di Parigi fosse subordinata al Dipartimento di Parigi, comprendente, oltre alle sezioni della capitale, anche i distretti di Saint-Denis e di Bourg-la-Reine, e avente allora un orientamento moderato e filo-monarchico, il conflitto tra le due amministrazioni si fece inevitabile. Il 10 marzo 1792 la Comune decise di rendere pubbliche le sue sedute, diversamente da quanto previsto nei regolamenti, e a fine giugno il Dipartimento sospese il sindaco Pétion e il procuratore Manuel, accusandoli di non aver impedito una manifestazione anti-monarchica avvenuta a Parigi il 20 giugno, ma il 13 luglio l'Assemblea Nazionale li reintegrò nelle loro funzioni.

## Il Comune divieneinsurrezionale

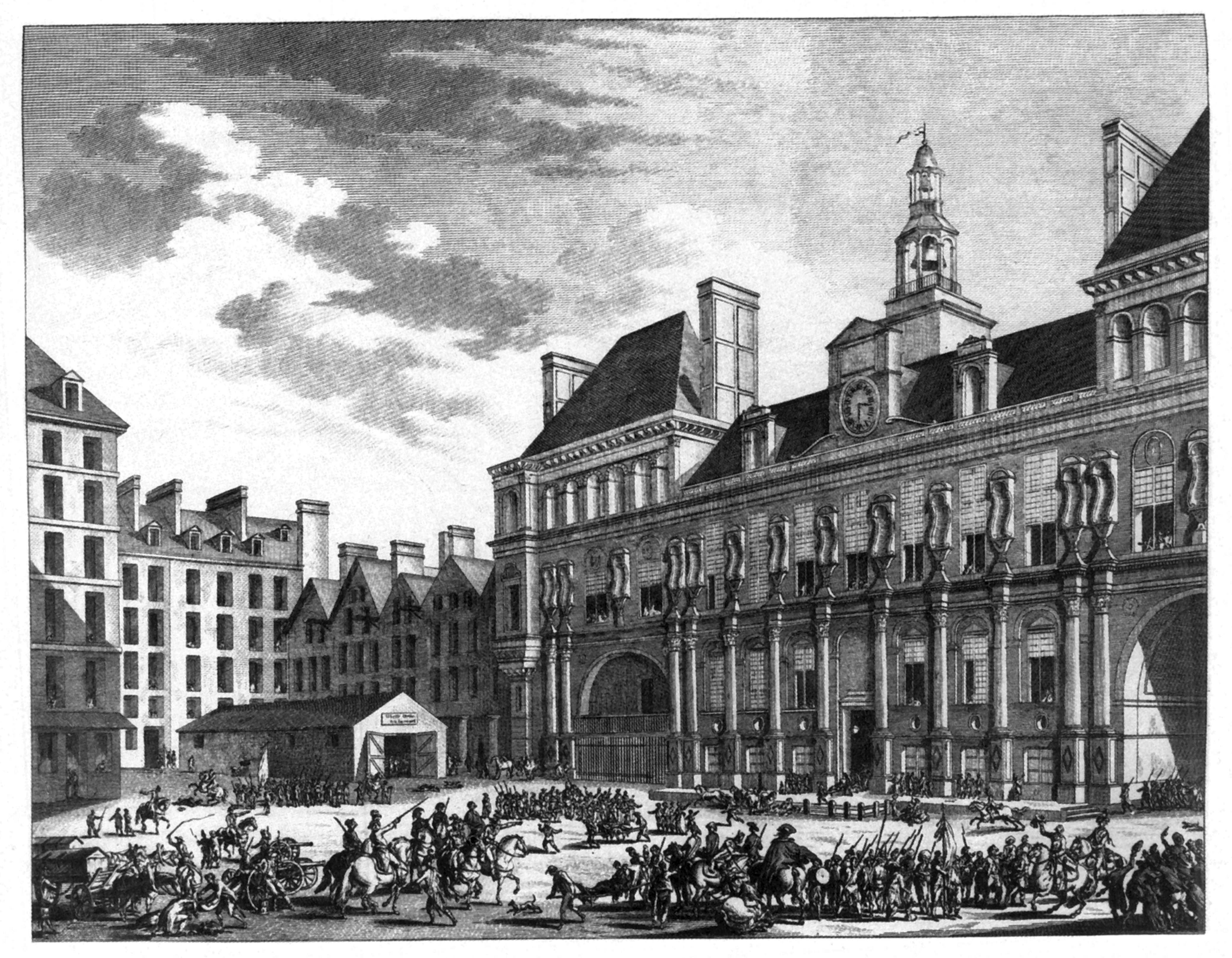
La Comune il 9 Termidoro Anno II

Sotto la minaccia dell'invasione austro-prussiana e del tradimento interno, gli avvenimenti precipitarono. Il 3 agosto il sindaco Pétion, parlando all'Assemblea legislativa a nome di 47 sezioni su 48, chiese che fosse dichiarata la decadenza di Luigi XVI. Poiché l'Assemblea non volle pronunciarsi, le sezioni passarono all'azione. 
Nella notte dal 9 agosto 1792 i commissari della maggioranza delle sezioni di Parigi si costituirono in una sala dell'Hôtel de Ville in Assemblea dei rappresentanti della maggioranza delle sezioni, destituirono il comandante della Guardia nazionale Mandat e nominarono al suo posto Santerre, che guidò l'attacco alle Tuileries. Il 10 agosto il re, detenuto al Temple, fu dichiarato decaduto dall'Assemblea legislativa, che riconobbe ufficialmente la nuova Comune insurrezionale. Il Dipartimento di Parigi fu ridimensionato nelle sue funzioni, limitate per decreto dell'Assemblea legislativa del 13 agosto, alle contribuzione pubbliche. La stessa Assemblea legislativa, su pressione della Comune, istituì il 17 agosto il tribunale straordinario, eletto dalle sezioni, per la lotta alla contro-rivoluzione.
In attesa di procedere a regolari elezioni, la Comune, che dal 13 settembre si chiamò Consiglio generale della Comune, mantenne il sindaco, i procuratori e l'Ufficio municipale, ma raddoppiò il numero dei componenti il Consiglio, portandolo a 288, avendo prescritto che ogni sezione eleggesse sei rappresentanti in luogo dei tre precedenti. L'80% di loro aveva meno di 50 anni e in grande maggioranza erano avvocati, professionisti, commercianti e artigiani. Due soltanto erano operai.
Il 5 ottobre 1792 si tennero le elezioni: fu eletto ancora sindaco Pétion che però, già eletto alla Convenzione, rifiutò, e il 30 novembre risultò eletto il girondino Chambon. Il 2 dicembre fu eletto il nuovo Consiglio generale provvisorio, che risultò a grande maggioranza montagnardo. Pierre-Gaspard Chaumette fu eletto procuratore e suoi sostituti risultarono Pierre François Réal e Hébert. Il Consiglio era definito provvisorio, in quanto l'Assemblea legislativa prima, e poi la Convenzione, avevano stabilito un nuovo e più rapido sistema elettorale, che entrò in vigore soltanto con la legge del 10 giugno 1793. Le nuove elezioni si tennero il 13 luglio e confermarono l'orientamento montagnardo della grande maggioranza dei componenti il Consiglio generale della Comune.
Dal suo inizio, la nuova Comune abolì la distinzione tra cittadini passivi e attivi, fece abbattere le statue di Enrico IV e Luigi XIV, e distruggere i busti di Necker, La Fayette e Bailly. Istituì un comitato di sorveglianza presso il dipartimento di polizia e nelle sezioni, col potere d'incarcerare i sospetti e i preti refrattari, restò passiva di fronte ai massacri di settembre, organizzò l'armamento e l'arruolamento dei volontari al fronte di guerra. Il 2 febbraio 1793 il sindaco Chambon diede le dimissioni e al suo posto fu eletto da Jean-Nicolas Pache. Le iniziative della Comune si concentrarono nelle questioni economiche. Nel dicembre del 1792 fu imposta una tassa sul pane a carico dei contribuenti, nel febbraio del 1793 fu chiesta alla Convenzione una legge sugli accaparratori, in marzo una tassa sui ricchi e in aprile il maximum sul prezzo degli alimentari.
In maggio si sviluppò la lotta decisiva con i Girondini, decisi a stroncare l'autorità della Comune. Su loro iniziativa, fu istituita la Commissione dei Dodici che denunciò un presunto complotto della Comune che avrebbe voluto sopprimere tutti i deputati della Gironda. Furono arrestati Hébert, Varlet, e Dobsen e Protaix della sezione della Cité. Il 31 maggio le sezioni insorsero e il 1º giugno una petizione della Comune chiese alla Convenzione un decreto d'arresto contro 22 girondini. Il decreto fu approvato.
La Comune appoggiò le manifestazioni popolari del 4 e 5 settembre e ottenne la legge del maximum, votata dalla Convenzione il 29 settembre 1793, mentre sia la legge dei sospetti sia il movimento di decristianizzazione furono posti sotto controllo governativo. L'ulteriore centralizzazione dei poteri stabilita dal decreto della Convenzione del 4 dicembre 1793 rese i procuratori della Comune funzionari dello Stato, così che la Comune fu subordinata alla Convenzione e al Comitato di salute pubblica. Tra il marzo e l'aprile del 1794, a seguito del decreto del 18 marzo, ci fu la liquidazione delle opposte fazioni degli hébertisti e dei dantonisti, con la conseguente epurazione di molti membri della Comune. Da allora il Comitato di salute pubblica si sostituì alle sezioni nella scelta dei membri del Consiglio comunale.
Al colpo di Stato del 9 termidoro la Comune tentò di reagire insorgendo ma fu subito annientata. L'ultimo sindaco della Comune insurrezionale, Jean-Baptiste Fleuriot-Lescot, e 90 membri del Consiglio furono ghigliottinati tra il 10 e il 12 termidoro (28-30 luglio 1794), altri 40 furono incarcerati e solo 13 rimasero in libertà. La Convenzione termidoriana abolì nome e funzioni della Comune, e Parigi fu amministrata da una commissione di polizia, da una commissione delle contribuzioni e da un'agenzia alle sussistenze e approvvigionamenti. La Costituzione dell'anno III (1795) divise la città in dodici arrondissement dipendenti dalle commissioni della Convenzione.

### Fonti primarie
- Procès-verbaux de la commune de Paris, 10 août 1792-1er juin 1793, Paris, Société de l'histoire de la Révolution française, 1894
- Actes de la Commune de Paris pendant la Révolution, Paris, L. Cerf, 1894-1909
  - I serie (dal 25 luglio 1789 all'8 ottobre 1790):
    - Tome I. Première Assemblée des Représentants de la Commune - Conseil de Ville - Bureau de Ville. 25 juillet - 18 septembre 1789, 1894;
    - Tome II. Deuxième Assemblée des Représentants de la Commune - Conseil de Ville - Bureau de Ville (suite). 19 septembre - 19 novembre 1789, 1895;
    - Tome III. Deuxième Assemblée des Représentants de la Commune - Conseil de Ville - Bureau de Ville (suite). 20 novembre 1789 - 4 février 1790, 1895;
    - Tome IV. Deuxième Assemblée des Représentants de la Commune - Conseil de Ville - Bureau de Ville (suite). 5 février - 14 avril 1790, 1896;
    - Tome V. Deuxième Assemblée des Représentants de la Commune - Conseil de Ville - Bureau de Ville (suite). 15 avril - 8 juin 1790, 1897;
    - Tome VI. Deuxième Assemblée des Représentants de la Commune - Conseil de Ville - Bureau de Ville (suite). 9 juin - 20 août 1790, 1897;
    - Tome VII. Deuxième Assemblée des Représentants de la Commune - Conseil de Ville - Bureau de Ville (suite). 21 août - 8 octobre 1790, 1898;
    - Index alphabétique et analytique, 1899.

  - II serie (dal 9 ottobre 1790 al 10 agosto 1792):
    - 2e série. Tome I. Conseil général de la Commune - Corps municipal - Bureau municipal. 9 octobre - 31 décembre 1790, 1900;
    - 2e série. Tome II. Conseil général de la Commune - Corps municipal - Bureau municipal (suite). 1er janvier - 28 février 1791, 1902;
    - 2e série. Tome III. Conseil général de la Commune - Corps municipal - Bureau municipal (suite). 1er mars - 25 avril 1791, 1903;
    - 2e série. Tome IV. Conseil général de la Commune - Corps municipal - Bureau municipal (suite). 26 avril - 20 juin 1791, 1905;
    - 2e série. Tome V. Conseil général de la Commune - Corps municipal - Bureau municipal (suite). 21 juin - 31 juillet 1791, 1907;
    - 2e série. Tome V. Conseil général de la Commune - Corps municipal - Bureau municipal (suite). 21 juin - 31 juillet 1791, 1907;
    - 2e série. Tome VI. Conseil général de la Commune - Corps municipal - Bureau municipal (suite). 1er août - 5 octobre 1791, 1908;
    - 2e série. Tome VII. Conseil général de la Commune - Corps municipal - Bureau municipal (suite). 6 octobre - 10 novembre 1791, 1909.

### Studi
- Frédéric Braesch, La Commune du dix août 1792: étude sur l'histoire de Paris du 20 juin au 2 décembre 1792, Paris, Hachette et cie, 1911.
- Michel Eude, Études sur la Commune robespierriste, Paris, Mellotée, 1937
- Alphonse Gardie, La Commune de Paris (10 août 1792 - 9 thermidor an II). Essai sur le gouvernement des masses, Paris, Librairie sociale et économique, 1940.
- Paul Sainte-Claire Deville, La Commune de l'an II. Vie et mort d'une assemblée révolutionnaire, d'après de nombreux documents inédits, Paris, Plon, 1946
- Gérard Sautel, Les institutions parisiennes sous la Révolution française, in AA. VV., Les institutions parisiennes à la fin de l'Ancien Régime et sous la Révolution française. Colloque Hôtel de Ville, 13 octobre 1989, Paris, Bibliothèque historique de la ville de Paris, 1989
- Isabelle Fourneron, La décentralisation de l'administration des subsistances. Pache et la Commune de Paris, février-septembre 1793[collegamento interrotto], in «Annales historiques de la Révolution française», nº 306, 1996
- Diane Ladjouzi, Les journées des 4 et 5 septembre 1793 à Paris. Un mouvement d'union entre le peuple, la Commune de Paris et la Convention pour un exécutif révolutionnaire[collegamento interrotto], in «Annales historiques de la Révolution française», nº 321, 2000
- Emile Decoudray, Commune de Paris/Département de Paris, in AA. VV., Dictionnaire historique de la Révolution française, Paris, PUF, 2006 ISBN 2-13-053605-0